# Бабаханов Абдулла Бабаханович
Бабаханов Абдулла Бабаханович (нар. 27 січня (8.II) 1910, м. Такмак, Киргизстан — 1990, Москва) — узбецький радянський архітектор, народний архітектор СРСР (з 1970).

## Життєпис
Він був членом Комуністичної Партії Радянського Союзу з 1943.
У 1933 закінчив Середньоазіатський Будівельний Інститут. За його проектами було споруджено багато громад та житлових будівель. До найважливіших будівель у Таджикистані належать: Таджицький драматичний театр імені Лахуті в Душанбе (1954), кінотеатр імені Саида Рахімова в Ташкенті (1955), музей імені Улугбека в Самарканді (1958) та мавзолей Хамзи Хакім-заде Ніязі в Хамзаабаді (скульптор Ф. Грищенко, 1967).
За заслуги в області архітектури Абдулла Бабаханович був нагороджений Орденом Трудового Червоного Прапора, різними орденами та медалями.